# コートハウス・スクエア

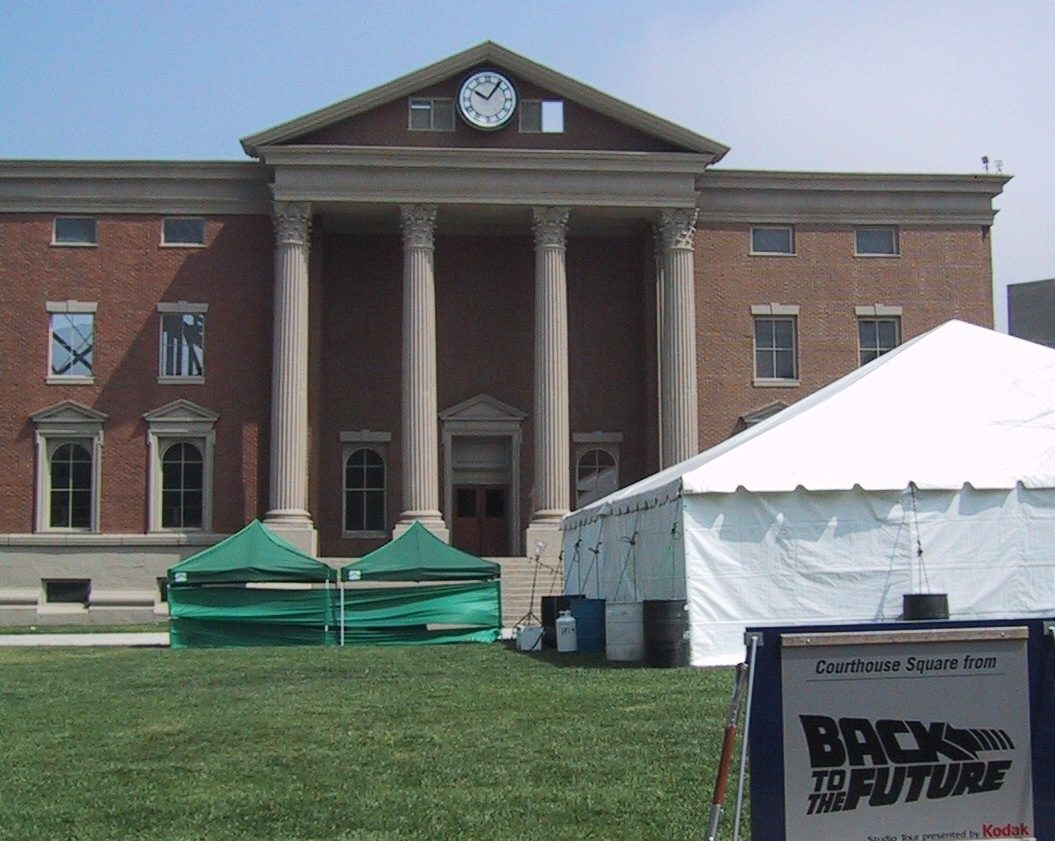
再建された裁判所

コートハウス・スクエア（英語: Courthouse Square）は、アメリカ合衆国カリフォルニア州ユニバーサル・シティのユニバーサル・スタジオ・ロット内に設置された野外撮影所（Backlot）である。セットはアメリカの街の典型的な広場を再現したもので、いくつかのファサードのほか、中心には裁判所が設置されている。1948年の映画『An Act of Murder』の撮影の際に建設され、後に『バック・トゥ・ザ・フューチャー』シリーズのヒルバレー、『グレムリン』シリーズのキングトン・フォールズなどの撮影に使われた。
『バック・トゥ・ザ・フューチャー』以前には、映画『アラバマ物語』（原題：To Kill a Mockingbird）で使用されたことから、モッキンバード・スクエア（Mockingbird Square）と呼ばれていた。1957年、1990年、2008年など、何度か火災による深刻な損傷を受けているが、その度に再建されている。

## 火災
2008年6月1日早朝、ユニバーサルスタジオの野外撮影所で3アラーム級の火災が発生した。コートハウス・スクエアも被害を受けたが、裁判所および北側のファサードは倒壊を免れた。キングコングのアトラクションとニューヨーク・ストリートは焼失した。このセットは1990年にも火災の被害を受けている。

## 撮影

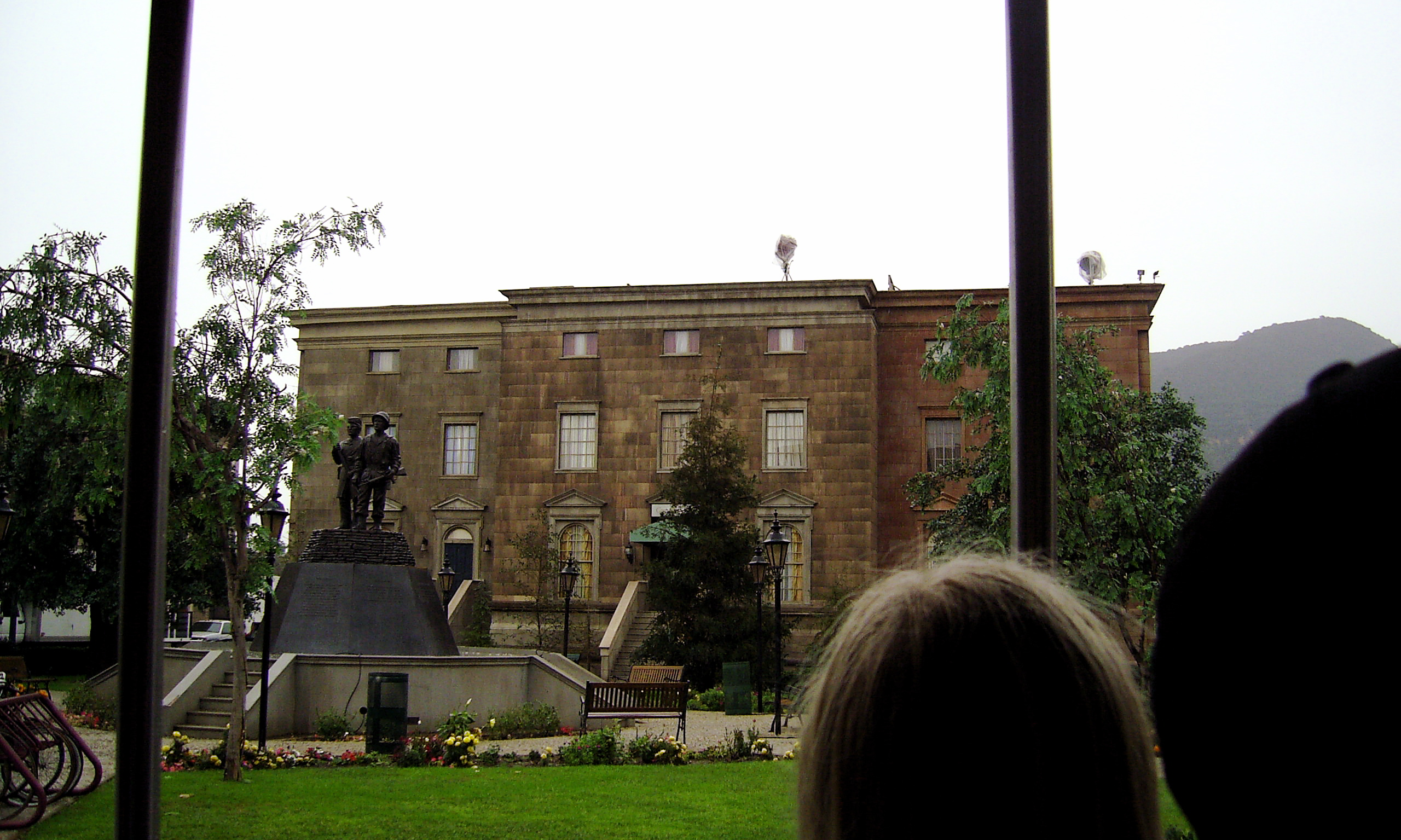
テレビドラマ『ゴースト 〜天国からのささやき』撮影時の裁判所。ペディメントは別のファサードで覆われ隠されている。

コートハウス・スクエアで撮影を行った作品の一部を以下に示す:
- An Act of Murder（1948年）
- ダイナマイト夫婦（英語版）（1949年 - 1954年）
- それは外宇宙からやってきた（英語版）（1953年）
- 世紀の怪物/タランチュラの襲撃（1955年）
- モノリスの怪物 宇宙からの脅威（1957年）
- 底抜け楽じゃないデス（英語版）（1958年）
- ビーバーちゃん（英語版）（1957年 – 1963年）
- トワイライト・ゾーン: 『そこには誰もいなかった』（Where Is Everybody?, 1959年）、『強いぞディングル君』（Mr. Dingle, the Strong, 1961年）
- 風の遺産（1960年）
- アラバマ物語（1962年）
- バイ・バイ・バーディー（1963年）
- Village of the Giants（1965年）
- How to Frame a Figg（1971年）
- The Alpha Caper（1973年）
- 超人ハルク（1977年 – 1982年）
- The Misadventures of Sheriff Lobo（1978年）
- サイコ2（1983年）
- Simon & Simon（1981年 - 1988年）
- ナイトライダー（1982年 – 1986年）
- 驚異のスーパー・バイク ストリートホーク："Vegas Run"（1984年）
- The New Leave It to Beaver（1984年 - 1988年）
- グレムリン（1984年）
- バック・トゥ・ザ・フューチャー（1985年）
- ハロウィンズ 死霊復活祭（英語版）（1985年）
- 私立探偵マグナム（1986年）
- ドラキュリアン（1987年）
- エルヴァイラ（1988年）
- バック・トゥ・ザ・フューチャー PART2（1989年）
- スニーカーズ（1992年）
- Weird Science（1994年 – 1998年）
- ドクタークイン 大西部の女医物語（1994年）
- WISH ウィッシュ/夢がかなう時（1995年）
- ナッティ・プロフェッサー クランプ教授の場合（1996年）
- ジングル・オール・ザ・ウェイ（1996年）
- エスケープ・フロム・L.A.（1996年）
- バットマン & ロビン Mr.フリーズの逆襲（1997年）
- キャスパー:誕生編（1997年）
- アミスタッド（1997年）
- バフィー 〜恋する十字架〜（1998年）
- スライダーズ（1999年）
- オフスプリング：『Why Don't You Get a Job?』MV（1999年）
- ブルース・オールマイティ（2003年）
- ハットしてキャット（2003年）
- ゴースト 〜天国からのささやき（2005年 - 2010年）
- フォーリング スカイズ（2011年 - 2015年）
- 俺たちスーパー・ポリティシャン めざせ下院議員!（2012年）
- Dr.HOUSEシーズン8（2011年 - 2012年）
- ヘアスプレー（2016年）
- グースバンプス 呪われたハロウィーン（2018年）
- A.P. Bio（2020年）
- Rutherford Falls（2021年 - ）